# Šenčur község
Šenčur község (szlovén nyelven Občina Šenčur) Szlovénia 212 alapfokú közigazgatási egységének, azaz községének egyike a Gorenjska statisztikai régióban. A község jelenlegi formájában 1994. október 3-án jött létre, amikor a korábbi nagyobb Kranj városi községet öt kisebb községre osztották. Adminisztratív központja Šenčur település.

## A községhez tartozó települések
A községhez Šenčur székhelyen kívül a következő települések tartoznak:
- Hotemaže
- Luže
- Milje
- Olševek
- Prebačevo
- Srednja Vas pri Šenčurju
- Trboje
- Visoko
- Voglje
- Voklo
- Žerjavka

## Népesség
| Lakosok száma | 8177 | 8365 | 8433 | 8495 | 8441 | 8543 | 8585 | 8605 | 8756 | 8797 |
|               | 2008 | 2009 | 2011 | 2012 | 2013 | 2015 | 2016 | 2017 | 2019 | 2020 |